# Bistum Barra do Garças
Das Bistum Barra do Garças (lat.: Dioecesis Barragartiensis) ist ein römisch-katholisches Bistum mit Sitz in Barra do Garças im brasilianischen Bundesstaat Mato Grosso.

## Territorium
Das Bistum umfasst die folgenden Gemeinden: Barra do Garças, Água Boa, Araguaiana, Araguainha, Canarana, Cocalinho, General Carneiro, Nova Nazaré, Nova Xavantina, Pontal do Araguaia, Ponte Branca, Ribeirãozinho und Torixoréu.

## Geschichte
Das Bistum Barra do Garças wurde am 27. Februar 1982 mit der Apostolischen Konstitution Cum in pastorali munere durch Papst Johannes Paul II. aus dem Bistum Guiratinga heraus gegründet. Am 23. Dezember 1997 gab das Bistum einen Teil seines Gebietes ab für die Gründung der Territorialprälatur Paranatinga.
Es ist heute ein Suffraganbistum des Erzbistums Cuiabá.

## Bischöfe
- Antônio Sarto SDB, 1982–2001
- Protógenes José Luft SdC, 2000–2001 Koadjutor, 2001–2023
- Paulo Renato Fernandes Gonçalves de Campos, seit 2023

## Statistik
| Jahr | Bevölkerung | Bevölkerung | Bevölkerung | Priester     | Priester         | Priester       | Priester               | Ständige Diakone | Ordensleute  | Ordensleute      | Pfarreien |
| Jahr | Katholiken  | Einwohner   | %           | Gesamtanzahl | Diözesanpriester | Ordenspriester | Katholiken je Priester | Ständige Diakone | Ordensbrüder | Ordensschwestern | Pfarreien |
| ---- | ----------- | ----------- | ----------- | ------------ | ---------------- | -------------- | ---------------------- | ---------------- | ------------ | ---------------- | --------- |
| 1990 | 116.000     | 127.000     | 91,3        | 19           | 2                | 17             | 6.105                  | 2                | 22           | 62               | 13        |
| 1999 | 143.900     | 177.000     | 81,3        | 22           | 4                | 18             | 6.540                  | 1                | 23           | 70               | 13        |
| 2000 | 150.700     | 185.220     | 81,4        | 19           | 4                | 15             | 7.931                  | 1                | 21           | 64               | 13        |
| 2002 | 95.958      | 144.243     | 66,5        | 16           | 2                | 14             | 5.997                  | 9                | 27           | 73               | 14        |
| 2003 | 85.094      | 121.563     | 70,0        | 18           | 3                | 15             | 4.727                  |                  | 25           | 63               | 14        |
| 2004 | 98.222      | 122.778     | 80,0        | 17           | 3                | 14             | 5.777                  |                  | 19           | 56               | 14        |
| 2006 | 145.549     | 186.349     | 78,1        | 19           | 4                | 15             | 7.660                  |                  | 17           | 66               | 14        |
| 2014 | 124.000     | 155.000     | 80,0        | 30           | 23               | 7              | 4.133                  |                  |              | 12               | 18        |